# 時間膨脹
時間膨脹是一種物理現象：兩個完全相同的時鐘之中，拿著甲鐘的人會發現乙鐘比自己的走得慢。這現象常被說為是對方的鐘“慢了下來”，但這種描述只會在觀測者的參考系上才是正確的。任何本地的時間（也就是位于同一個座標系上的觀測者所測量出的時間）都以同一個速度前進。時間膨脹效應適用于任何解釋時間速度變化的過程。
在阿爾伯特·愛因斯坦的相對論中，時間膨脹出現于兩种狀況：
- 在狹義相對論中，所有相對于一個慣性系統移動的時鐘都會走得較慢，而這一效應已由勞侖茲變換精確地描述出來。

- 在廣義相對論中，在引力場中擁有較低勢能的時鐘都走得較慢。這種引力時間膨脹效應在本條目中只會被略略帶過，在主條目中會有更詳細的討論（另見：引力紅移）。

狹義相對論中，時間膨脹效應是相互性的：從任何一個時鐘觀測，都是覺得對方的時鐘走慢了（當然我們假定兩者在觀測對方時都沒有加速度）。
相反，引力時間膨脹卻不是相互性的：塔頂的觀測者覺得地面的時鐘走慢了，而地面的觀測者覺得塔頂的時鐘走快了。引力時間膨脹效應對於每個觀測者都是一樣的，膨脹與引力場的強弱與觀察者所處的位置都有關係。

## 概述
狹義相對論中測定時間膨脹的公式為：
{\displaystyle \Delta t'=\gamma \ \Delta t={\frac {\Delta t}{\sqrt {1-v^{2}/c^{2}}}}\,}
當中
{\displaystyle \Delta t\,}是根據某個觀測者的時鐘，兩個本地事件（就是在同地方發生的兩個事件）之間的時間間隔——這被稱爲原時；
{\displaystyle \Delta t'\,}是根據另一個觀測者的時鐘，同兩個事件之間的時間間隔；
{\displaystyle v\,}是第二個時鐘相對第一個時鐘移動的速度；
{\displaystyle c\,}是光速；而
{\displaystyle \gamma ={\frac {1}{\sqrt {1-v^{2}/c^{2}}}}\,}是勞侖茲因子。
那麽移動中的那個時鐘走得就比較慢。日常生活中，就算是高速的航天飛行，造成的時間膨脹效應也太小，一般很難被探測到，因此可被忽略。只有在物體達到30,000 km／s（光速的1/10）以上時，時間膨脹才顯得十分重要。
因為勞侖茲因子而引起的時間膨脹現象是於1897年由Joseph Larmor發現──最起碼有電子在原子核運轉而引起的現象。

## 實驗證明
時間膨脹的試驗已經做過許多次了。自1950年代開始的粒子加速器（如歐洲核子研究組織的加速器）的日常工作，就是持續進行的狹義相對論實驗。具體的幾個實驗包括：

### 速度時間膨脹實驗
- Rossi and Hall（1941）比較了位於山頂和位於海平面的由宇宙射線製造出的緲子數量。儘管緲子從山頂到地面所需的時間已經是幾個半衰期，但是在海面的緲子數量卻只是少了一點。這是由於緲子相對于測試者以高速運動，導致了可觀的時間膨脹效應。
- 實驗室中靜止緲子的衰期為2.22 μs，由宇宙射線製造出來的緲子的速度為光速的98%，衰期為比靜止時大5倍左右，和理論相符合。[1]實驗中的“時鐘”是緲子的衰期，而高速運動緲子的時鐘有著自己的前進速度，也就是比實驗室裏的“時鐘”慢許多。

### 引力時間膨脹實驗
- Pound, Rebka在1959年測量出位于較低海拔（所受重力較強）的光波的頻率有很小的引力紅移。得出的數值和廣義相對論預測的數值有小於10%的偏差。不久后Pound和Snider在1964年得出更准的1%偏差，正好就是引力時間膨脹預測的效應。

### 速度和引力時間膨脹結合實驗
- Hafele and Keating在1971年把兩個銫原子鐘分別放在兩架分別向東和西飛的商務客機上，並對比放在美國海軍天文臺的時鐘。飛機上的原子鐘應該衰變得更快，因爲他們位于距離地面較高，因此引力時間膨脹較小。不過，相反地，它們又會走得較慢，因爲他們相對天文臺的時鐘的速度很快。而當中的引力時間膨脹效應較大，因此兩個時鐘的時間相對走快了。實驗結果和預測的結果相符合。在2005年，英國國家物理實驗室公佈了他們在另一次相似的實驗中所得出的結果。[2]這次實驗的飛行時間較1971年的那一次短（來回倫敦和華盛頓），但是實驗之中的原子鐘更爲精確。公佈的結果誤差為4%。

- 全球定位系統可被視爲一項持續進行的狹義和廣義相對論實驗。軌道上的時鐘根據時間膨脹效應被調校成適當的速度，以對應位于地面的時鐘。另外，有關廣義相對論的一些微調已經編寫進定位衛星，要不然，每12個小時定位結果便會有大約7米的偏差。[3]

## 时钟假说
時鐘假說為狹義相對論中的一項假設。它闡述了時鐘行走的速率與物體的加速度無關，而只與物體的瞬時速度相關。 另一種等價的描述則是依路徑{\displaystyle P} 移動的時鐘，其測出的原時可定義為：
{\displaystyle d\tau =\int _{P}{\sqrt {dt^{2}-dx^{2}/c^{2}-dy^{2}/c^{2}-dz^{2}/c^{2}}}}。
愛因斯坦最初1905年所發表的狹義相對論即暗示了時鐘假說，儘管不是明確地表述。從那時以來，此假說已成為標準假設，也常包括在狹義相對論的公理中。透過極高加速度的粒子加速器實驗也得到驗證。

## 太空飛行與時間膨脹
根據時間膨脹效應，太空人在相對於地球上的觀察者以極高速運動的飛船內時，對於地球觀察者而言，儘管地球已經經歷了很長的歲月，飛船內的人卻沒什麽老化，因爲極大的速度會使飛船（和裏面的所有物體）的時間減慢。也就是說，地球上的觀察者會發現，當飛船的時鐘走了一圈時，地球上的時鐘已經轉了許多圈了。只要速度夠高，這個效應便會明顯地顯示出來。比方説，對地球上的觀察者而言，可能都過了十五個鐘頭了，太空旅行者的手錶卻只走了十五分鐘。此效應對飛船或地球這兩個座標系是對稱的，因為地球看飛船在動，飛船看地球也在動，而且速度大小相等。也就是說，對太空人而言，地球的時間才是較慢的，可能飛船的時鐘過了十分鐘，太空人卻發現地球上的時鐘只過了一分鐘(詳見更下面的段落以及孿生子悖論)。
人們更加有可能利用這個效應把人類送到距離我們最近的恆星附近，而不需耗掉航天員的一生光陰(儘管地球上的觀察者可能會發現旅行所花的時間仍然大得誇張，但對飛船上的人而言，卻只花了更少的一段時間)。然而，要實現這種省時的情況，我們則需要研發一些更新、更先進的推進技術。另一個問題是，在這麽高的速度下，空間裏的粒子會折射，成爲高能量的宇宙射線。要想飛船不被毀滅，我們必須用到一些不可思議的防輻射措施。其中一種建議的措施是利用強電磁場把前來的物質離子化，或把它們反彈出去。
目前的航天科技有著許多根本性的限制，如要把飛船加速到接近光速需要大量能量，小型碎片等會對飛船造成威脅。不過，在今天的航天任務中，時間膨脹並不是考慮的因素之一，因爲飛船速度相對於光速實在是太小了。另外一個太空飛行會涉及到的時間膨脹效應情況，是接近一個有著極大引力的地方，如黑洞，那裏會有強大的引力時間膨脹效應，電影星際效應中便有相關的橋段出現。

### 以固定加速度前進時的時間膨脹
在狹義相對論中，時間膨脹絕大多數時候都出現在相對運動速度不變的情況下。不過，勞侖茲公式允許我們算出兩物之間有固定加速度時的時間膨脹，就是一物相對另一個沒有加速度的物體以g速固定地加速。
設t為一慣性系統的時間。設x為空間座標，並設x軸平行于飛船固定加速的路徑。假設飛船的位置是t = 0、x = 0，而其速度為v0，以下的公式有：
位置：
{\displaystyle x=\left({\sqrt {1+{\frac {\left(g\cdot t+{\frac {v_{0}}{\sqrt {1-{\frac {v_{0}^{2}}{c^{2}}}}}}\right)^{2}}{c^{2}}}}}-{\frac {1}{\sqrt {1-{\frac {v_{0}^{2}}{c^{2}}}}}}\right)\cdot {\frac {c^{2}}{g}}.}
速度：
{\displaystyle v={\frac {gt+{\frac {v_{0}}{\sqrt {1-{\frac {v_{0}^{2}}{c^{2}}}}}}}{\sqrt {1+{\frac {\left(gt+{\frac {v_{0}}{\sqrt {1-{\frac {v_{0}^{2}}{c^{2}}}}}}\right)^{2}}{c^{2}}}}}}.}
原時：
{\displaystyle t^{*}={\frac {c}{g}}\cdot \ln \left[\left({\sqrt {c^{2}+v_{0}^{2}}}-{\frac {v_{0}}{\sqrt {1-{\frac {v_{0}^{2}}{c^{2}}}}}}\right)\cdot {\frac {{\sqrt {c^{2}+\left(g\cdot t+{\frac {v_{0}}{\sqrt {1-{\frac {v_{0}^{2}}{c^{2}}}}}}\right)^{2}}}+g\cdot t+{\frac {v_{0}}{\sqrt {1-{\frac {v_{0}^{2}}{c^{2}}}}}}}{c^{2}}}\right].}
作爲x的函數的靜止系統時間：
{\displaystyle t={\frac {1}{g}}\left(-v_{0}+{\frac {1}{c}}{\sqrt {v_{0}^{2}c^{2}+x^{2}g^{2}+2xgc{\sqrt {c^{2}+v_{0}^{2}}}}}\right).}

## 時間膨脹的簡單推論

静止的觀測者的時間為2L/c

相對于A或B的觀測者看到更長的路經，時間> 2L/c，速度c不變

由於光在任何參照系中的速度都相同，於是時間膨脹可以解釋為下：
想象一個由兩面鏡子A和B組成的時鐘，兩面鏡子相距L，其間有光束來回反射，光束每次接觸到其中一面鏡子時，時鐘便會走動。
參考系靜止時（右上圖），光來回一次的路徑長度為2L，時鐘走過的時間為2L除以光速：
{\displaystyle \Delta t={\frac {2L}{c}}}
參考系以v速移動時（右下圖），光的路徑傾斜了，並且更長了。狹義相對論的另一前提是，光在任何參考系中的速度都相同，因此移動中觀測者的時鐘的周期便會加長。這代表，相對于時鐘的參考系中，那個時鐘便顯得走得很慢。簡易的勾股定理就可導出狹義相對論的預測：
光束走過其路徑的總時間為
{\displaystyle \Delta t'={\frac {2D}{c}}}
路徑一半的距離可寫為已知參量的函數
{\displaystyle L={\sqrt {D^{2}-\left({\frac {v\Delta t'}{2}}\right)^{2}}}}
{\displaystyle {\frac {c\Delta t}{2}}={\sqrt {({\frac {c\Delta t'}{2}})^{2}-({\frac {v\Delta t'}{2}})^{2}}}}
提出：{\displaystyle c\Delta t'}
{\displaystyle c\Delta t=(c\Delta t'){\sqrt {1-{\frac {(v\Delta t')^{2}}{(c\Delta t')^{2}}}}}}
化簡後
{\displaystyle \Delta t'={\frac {\Delta t}{\sqrt {1-(v/c)^{2}}}}}
表達了移動時鐘的周期比參考系的時鐘要慢這個事實。

## 時間膨脹在兩個慣性觀測者之間是對稱的
常理會認爲，如果飛船裏的時間被拖慢了，則裏面的航天員會看到外面的世界相對地“加速”了。可是，狹義相對論卻算出相反的結果。
日常生活中其實也有這種怪異的情況：如果兩人相距一段距離，則A會看到B“縮小”了，但是B也覺得A“縮小”了。這種透視現象已經被人們適應、接受了，因爲它存在于平日的生活裏，但是人們對相對論就毫無準備。
我們已經對有關距離的相對論見解習以爲常了：從北京到上海的距離當然等於上海到北京的距離。另一方面，當我們考慮到速度方面，會認爲如果一個物體在運動，運動一定會是相對于某物：星體、地面或另一人。A物相對B物的速度，是相等于B物相對A物的速度，兩者完全相等。
在狹義相對論中，一個移動中的時鐘相對觀測者的時鐘顯得較慢。如果A和B在不同的飛船上，而相對速度為接近光速，則A（使用自己的時鐘）覺得B時間變慢了，B也覺得A的時間慢了。
注意要在參考系統中建立“同步”的概念，“到底一件事是否和另一處的另一件事同時發生”這個問題有著關鍵的重要性。所有計算都最終要涉及到哪些事件是同時發生的。也要留意，要建立兩個空間中相隔的事件的同步性，這兩個地方一定要有訊息相互傳遞，這也代表了光速是決定同步性的一個重要因素。
大家當然會問到，狹義相對論怎麽能在A相對B有時間膨脹而B相對A也有時間膨脹的情況下不前後矛盾。要消除矛盾，我們必須丟棄人們日常對同步性的直覺概念。同步性，是位于一個參考系中的一位觀測者和一系列事件之間的關係。如此類推，我們能接受“左”和“右”是參照于觀測者的位置和方向。這是因爲左和右是一種物體間的關係。同理，柏拉圖解釋，“上”和“下”是對應于地球的表面的一種關係，因此人們是不會在他們的對蹠地（球面上任一点与球心的连线会交球面于另一点，亦即位于球体直径两端的点，这两点互称为对跖点。）掉下去。
理論的架構裏有一個同時性的相對論，它影響著特定事件如何根據有相對運動的觀測者被調准。由於每個觀測者對兩個事件是否同時發生都有不同的見解（見孿生子佯謬），因此任一個觀測者都可認爲對方的時鐘減慢了，這並不會導致理論自相矛盾。這矛盾現象有許多更明確的解釋，如下。

### 時態座標系與時鐘同步
相對論使用時鐘同步的步驟來建立時態座標系。現在這常被稱爲愛因斯坦同步步驟，因爲曾出現在他于1905年的論文裏。
一位觀測者發送一束光訊息，根據他的時鐘時間為t1。在一處遙遠的事件，這束光被反射回來，在t2時到達原先的觀測者（根據同一個時鐘測量）。這個情況下，由於光線來回都以同一個速度走著同一條路線，因此光訊息在遙遠處被彈回來的那一刻的時間tE為tE = (t2 -t1) / 2。這樣，使用一個觀測者的一個時鐘便可以定義時態座標系，並在宇宙各處都適用。
對稱的時間膨脹效應發于以這種方式設立的時態座標系中。效應中，另一個時鐘被觀測者認爲走慢了。觀測者並不覺得自己身上發生著時間膨脹，但他可以知道相對另一個座標系，他的時間是顯得較慢。

### 速度時間膨脹的時空幾何

橫向運動的時間膨脹

動畫中的綠點和紅點代表飛船。綠色船隊相互並沒有速度，因此每艘飛船上的時鐘所走的速度都相同，而船隊則可以保持飛船之間的同步。紅色船隊相對綠色船隊移動，速度是光速的0.866倍。
藍點代表光束。根據綠色船隊的時間，光束每來回一次所花時間為2秒，單向所需時間為1秒。
從紅色飛船看（根據自己的時間），兩個紅色飛船之間的光束單向所需時間為1秒。而從綠色飛船來看，紅色飛船之間所發出光線的路徑為一個對角的斜線，單向所需時間為2秒。（以綠色的角度看，紅色飛船每2秒（綠色飛船時間）行進距離為1.73（{\displaystyle {\sqrt {3}}}）光秒。）
其中一艘紅色飛船每秒向綠船發射訊號。根據綠色飛船的時間，每隔2秒才接收一次訊號。動畫中沒有提到的是，所有物理效應都被等比例縮小了。紅色飛船發出的訊號頻率（紅色飛船所測量到的）比綠色飛船接收到的訊號頻率（綠色飛船所測量到的）要高，反之亦然。
此動畫分別以紅色或綠色飛船作爲參考物，藉以強調速度時間膨脹的對稱性質。由於相對論中（牛頓力學中也如此）沒有絕對運動這回事，因此無論是紅色還是綠色的船隊“在其自己的參考系中”都會認爲自己是不動的。

## 另類解釋
斯洛文尼亞空間生命研究所的建立者阿姆瑞特·索利（Amrit Sorli）和大衛特·菲斯卡萊蒂（Davide Fiscaletti）認為所謂的時間膨脹其實是時鐘上所顯示的時間差異，他們認為時間是獨立於空間而存在的，時間本身並沒有因觀察者的位置不同而產生變化，他們指出如果把使用光子鐘所進行的實驗與使用原子鐘所進行的實驗進行比較，會得出不同的結果，他們解釋說：「原子鐘的速率會減慢，因為物理現象的『相對性』始於π介子的尺度。 」因此, 解釋所謂的時間膨脹現象本身並不需要提出「長度收縮」的說法。

## 外部連結
- Time Dilation Demonstration Applet
- UK National Physical Laboratory reports replication of Hefele-Keating experiment